# 藤田サトシ
藤田 サトシ（ふじた サトシ、1959年1月5日 - ）は日本の著作家。本名非公開。
モテない男のナンパ塾&婚活塾塾長。

## 来歴
東京都出身。獨協大学卒業。2002年、日本で初めてとなるナンパ塾を開業。

## 著書
NDLの簡易検索結果による。
- 『「誘い」のスキルがみるみる上達する本』2003年 宝島社刊
- 『モテない男のナンパ塾』2005年 講談社刊
- 『藤田サトシ塾長のリアル彼女のつくりかた』2011年 イーグルパブリシング社刊
- 『モテる会話 : 求められる男だけが知っている!』2011年 アスペクト社刊
- 『恋は話し方が9割』2014年 泰文堂社

## 出演
- 藤田サトシのビジネス婚活塾 かわさき市民放送 第一水曜日18時 - 18時30分
- TOKYOプレゼンナイト 2014年5月6日放送、フジテレビ
- ウソでっしゃろ!?TV 2012年9月26日放送、フジテレビ
- 2004年漫才「M1グランプリ」の初戦から「エンタの神様」出演